# Jarama (Sektor)
Jarama ist ein Sektor im Südwesten des Distrikts Ngoma in der Ostprovinz von Ruanda.

## Geographie
Der Sektor Jarama hat eine Fläche von 91,3 km² und liegt auf einer Höhe von etwa 1400 m. Er setzt sich aus den fünf Zellen Ihanika Jarama, Karenge, Kibimba und Kigoma zusammen. Im Norden liegt der Sektor am Sake-See. Im Westen bildet der nach Süden in den Rugwero-See mündende Fluss Nyabarongo die Grenze zum Distrikt Bugesera und im Süden aus dem Rugwero-See kommend der Kagera-Nil zum Nachbarland Burundi. Nachbarsektoren innerhalb des Distrikts sind im Nordwesten Rukumberi, im Nordosten Sake und im Osten Mutenderi.

## Bevölkerung
Nach Stand der Volkszählung von 2022 liegt die Einwohnerzahl bei 31.122. Zehn Jahre zuvor waren es 23.861, was einem jährlichen Bevölkerungszuwachs von 2,7 Prozent zwischen 2012 und 2022 entspricht.

## Verkehr
Durch den Sektor Jarama verläuft die District Road 69, die jedoch Stand 2022 nicht asphaltiert ist.